# Даврос
Даврос (енгл. Davros) је измишљени лик у британској научнофантастичној телевизијској серији Доктор Ху. Створио га је сценариста Тери Нејшн првобитно за серијал Постање Далека из 1975. Даврос је главни непријатељ главног јунака серије Доктора и творац је Докторових најсмртоноснијих непријатеља Далека. Даврос је геније који је савладао многе области науке, али и мегаломан који верује да кроз своје творевине може постати врховно биће и владар универзума. Лик је неколико пута упоређиван са злогласним диктатором Адолфом Хитлером, а међу онима који су поредили био је и глумац Тери Молој, док га је Џулијан Блич дефинисао као мешанца Хитлера и познатог научника Стивена Хокинга.
Даврос је са планете Скаро чији су људи Каледи били укључени у огорчени хиљадугодишњи рат на исцрпљивање са својим непријатељима Талима. Има ужасне ожиљке и инвалидитет, што је стање које различити огранак медији приписују његовој лабораторији нападнутој талском гранатом. Има једну функционалну руку и једно кибернетичко око постављено на чело да заузме место његових стварних очију које није у стању да отвори дуго. Већи део свог постојања он у потпуности зависи од самостално израђене покретне столице за одржавање живота уместо доњег дела тела. Она је постала очигледан подстрек за његову коначну израду Далека. Доња половина његовог тела је одсутна и он је физички неспособан да напусти столицу дуже од неколико минута, а да не умре. Давросов глас, као и глас Далека, електронски је изобличен. Његов начин говора је уопштено благ и контемплативан, али када је љут или узбуђен, склон је брбљавим испадима који подсећају на хистерични, стакатисимо говор Далека.

## Концепт
Даврос се први пут појавио у серијалу Постање Далека из 1975. коју је написао Тери Нејшн. Нејшн, творац концепта Далека, намерно је моделовала елементе Далековог карактера на нацистичком уверењу и замислио њиховог творца као научника са јаким фашистичким склоностима. Физички изглед Давроса развили су дизајнер визуелних ефеката Питер Деј и вајар Џон Фридлендер који су засновали Давросову столицу на доњој половини Далека. Продуцент Филип Хинчлајф рекао је Фридлендеру да размотри израду сличну Мекону из стрипа Ко осокољен, ко смео, са великом главом налик на куполу и осушеним телом.
У улози Давроса био је Мајкл Вишер који се раније појавио у неколико различитих улога у Доктору Хуу и дао гласове Далецима у серијалима Фронт у свемиру, Планета Далека и Смрт Далецима. Вишер је своје тумачење Давроса засновао на филозофу Бертранду Раселу. Да би се припремио за снимање под тешком маском, Вишер је вежбао носећи папирну кесу преко главе. Фридлендерова маска је била изливена од тврдог латекса, а само су уста откривала Вишерове црте лица. Шминкерка Силвија Џејмс засенчила је тонове маске и зацрнила Вишерове усне и зубе како би сакрила прелаз.
У серијалу Судбина Далека, Давроса игра Дејвид Гудерсон користећи маску коју је Фридлендер направио за Вишера пошто је подељена на делове који се укрштају како би се што боље уклопила. Када је Тери Молој преузео улогу у Васкрснућу Далека, нову маску је израдио Стен Мичел.
Године 2023. Блич је поновио улогу Давроса у мини-серијалу емитованом За децу у невољи, неслужбено под називом „Одредиште: Скаро“. По први пут на телевизији, Даврос није приказан као инвалид. У изјави за документарац Доктор Ху: Црно на бело, извршни продуцент Расел Т. Дејвис је рекао да ће тако Даврос бити приказан у својим будућим појављивањима, како би се избегао допринос штетним троповима зликоваца са инвалидитетом у медијима.
„Водили смо дуге разговоре о томе да вратимо Давроса јер је он фантастичан лик, [али] време, друштво, култура и укус су кренули даље. И постоји проблем са старим Давросом у томе што је он корисник инвалидских колица који је зао. И имао сам проблема са тим, а многи од нас у продукцијској екипи су имали проблема са повезивањем инвалидитета са злом.
„Уопште не кривим људе у прошлости, али свет се мења и када се свет промени, мора да се промени и Доктор Ху.
„Зато смо одлучили да вратимо Давроса без ожиљака на лицу и без инвалидских колица – и његове јединице за подршку која функционише као инвалидска колица.

„Кажем, овако видимо Давроса сада, овако изгледа. Ово је 2023. Ово је наше сочиво. Ово је наше око. Некада су ствари биле црно-беле, нису више црно-беле, а Даврос је тада тако изгледао, сада изгледа овако, а ми у потпуности стојимо по страни.”— Расел Т. Дејвис
Одлука да се Даврос прикаже без столице наишла је на поделе међу обожаваоцима.

## Историја лика

### Сусрет са Четвртим Доктором
Четврти Доктор (Том Бејкер) је упознао Давроса (Мајкл Вишер) у постању Далека када су он и његови сапутници послати на Скаро да спрече стварање Далека. Као главни научник Каледа и вођа њиховог елитног научног одељења, Даврос је осмислио нове војне стратегије како би победио у хиљадугодишњем рату свог народа против рода Тала која такође заузима Скаро. Када је Даврос сазнао да се његови људи развијају од изложености нуклеарном, хемијском и биолошком оружју коришћеном у рату, он вештачки убрзава поступак до своје израде и складишти настала створења са пипцима у тенкове „путне машине Генерације “ делимично засноване на изради својих инвалидских колица. Касније је ова створења назвао "Далеци", анаграм речи "Калед".
Даврос брзо постаје опседнут својим творевинама, сматрајући их врхунским обликом живота у поређењу са другима. Када су други Каледи покушали да осујети његов пројекат, Даврос је организовао изумирање сопственог народа користећи Тале које је касније углавном убијао са Далецима. Даврос затим уклања оне из елитног научног одељења који су му одани како би могао да натера Далеке да елиминишу остале. Међутим, Далеци се на крају окрећу против Давроса, убијајући његове присталице пре него што су га упуцали када је покушао да заустави производни погон Далека.
У Судбини Далека, откривено је да Даврос (кога сада игра Дејвид Гудерсон) није убијен, већ стављен у суспендовану анимацију и закопан под земљом у уништењу свог бункера. Далеци откривају свог творца како би им помогли да разбију логичан ћорсокак у свом рату против андроида Мовеланаца. Међутим, Доктор је уништио Далечке снаге, а Давроса су људи ухватили и затворили у суспендованој анимацији пре него што је одведен на Земљу где треба да му се суди.

### Далечки грађански рат
У причи о Петом Доктору Васкрснуће Далека, Давроса (Тери Молој) ослобађа из затвора у свемирској станици мала Далечка сила уз помоћ људских плаћеника и Далека двојника. Далеци захтевају од Давроса да пронађе противотров за вирус који су створили Мовеланци, а који их је скоро збрисао. Верујући да су његове творевине издајничке, Даврос почиње да користи уређај за контролу ума налик шприцу сакривен у тајном одељку у својим инвалидским колицима на Далецима и људима. Он на крају пушта узорак вируса да побије Далеке пре него што могу да га истребе. Даврос изражава жељу да изгради нов и побољшан род Далека, али очигледно је и сам подлегао вирусу, а његова физиологија је довољно блиска оној Далечкој да вирус утиче на њега.
У причи Шестог Доктора Откровење Далека, открива се да је Даврос успео да побегне на крају Васкрснућа и да се сакрио као „Велики исцелитељ“ центра за сахрану и криогену заштиту "Транквил репос" на планети Некрос. Тамо, стварајући двојника своје главе да служи као мамац док измењује своје тело тако да може да испаљује електричне вијке и да његова столица може да лебди, Даврос користи интелигентнија замрзнута тела да конструише нову врсту белих оклопних Далека оданих њега (док користи мање интелекте као храну за галаксију, окончавајући глад широм галаксије), али су га заробили изворни Далеци и одвели у Скаро да се суочи са суђењем.
Давросово коначно класично појављивање је као Царски Далек у Сећању на Далеке са својим белим и златним Далецима који су сада засновани на Скару, названим „Царски Далеци“, који се боре против сиве „Одметничке Далечке“ фракције и који одговарају Врховним Далцима. До овог тренутка, Даврос је физички пресађен у прилагођено кућиште Далека. За њега се тек у последњој епизоди открива да је цар. И Скаро и матични брод "Царски Далек" су очигледно уништени (у будућности) када је Седми Доктор преварио Давроса да употреби артефакт Господара времена познат као Рука Омеге због чега Скарово Сунце постаје супернова пре него што се убаци на њихов матични брод. Међутим, Далек на мосту Давросовог брода јавља да се покреће царева капсула за спасавање и да се види бело светло како се удаљава од брода неколико тренутака пре његовог уништења, остављајући јасну путању да врати Давроса у будућност.

### Временски рат и бомба стварности
Током оживљене серије, Давроса је у епизоди „Далек” (2005) поменуо Девети Доктор (Кристофер Еклстон), када је објашњавао Хенрију ван Стејтену да је Далеке створио „геније... човек који је био краљ његовог сопственог малог света” и поново Десети Доктор (Дејвид Тенант) у епизоди „Еволуција Далека” (2007), где говори о творцу Далека као о некоме ко верује да „уклањање сећања чини особу јачом”. Даврос се први пут физички појављује у епизоди „Украдена Земља” (2008), где га тумачи Џулијан Блич. Епизода открива да се мислило да је Даврос умро током прве године Временског рата када је његов командни брод „улетео у чељусти Детета Кошмара” на Капијама Елизијума, упркос Докторовим неуспелим напорима да га спасе. Али Давроса је из временске блокаде рата извукао Далек Кан (глас му је дао Николас Бригс) користећи своје тело да створи „ново царство” Далека, који га стављају у Трезор као свог заробљеника како би искористили његово знање. Под Давросовим вођством, Далеци краду 27 планета, међу којима је и Земља, и сакривају их у каскади Медузе, једну секунду ван синхронизације са остатком универзума.
У следећој епизоди „Крај путовања” (2008), откривено је да су украдене планете потребне као извор енергије за Давросово право коначно решење: бомбу стварности која производи таласну дужину која би поништила везивање електричног поља атома и свела сав живот изван Крусибла у ништавило, како у свом универзуму тако и у безброј других стварности. Али Даврос прекасно сазнаје да је Далек Кан, који је схватио злочине своје врсте као последицу спасавања свог творца, користио своја пророчанства и утицај да обезбеди уништење Далека док је обмањивао догађајима како би довео Десетог Доктора и Дону Нобл (Кетрин Тејт) заједно због улоге коју би она одиграла. Иако Доктор покушава да га спасе, пошто је раније исмевао Доктора да је своје сапутнике претворио у убице и да је узрок смрти небројених људи током његових путовања, Даврос бесно одбија Докторову помоћ и оптужује га да је одговоран за уништење док је вриштао: „Никад не заборавите, Докторе, ви сте за ово криви! Именујем вас заувек: Ви сте Разарач светова!” Тако је Доктор приморан да препусти Давроса његовој наводној судбини док се Крусибл самоуништава.

### Сећање на Дванаестог Доктора
Даврос се враћа у почетним епизодама 9. серијала, „Мађионичарев шегрт” и „Вештичин фамилијар” (2015), пошто је избегао уништење Крусибла и завршио на рестаурираном Скару, а његов живот су продужили Далеци. Али када је здравље остарелог Давроса почело да се нарушава, он се сећа свог детињства, у ком га игра Џои Прајс, упознавања са Дванаестим Доктором (Питер Капалди) током хиљадугодишњег рата Каледа пре Постања Далека. Млади Даврос се налази изгубљен на бојном пољу и окружен ручним минама док Доктор баца свој сонични шрафцигер дечаку са намером да га спаси пре него што сазна његово име и препусти дете његовој судбини. Даврос, тражећи коначну освету Доктору, упошљава змијоликог Колонија Сарфа (Џејми Рид-Корел) да га доведе до Скара. Када се чинило да је Доктор изгубио своју сапутницу Клару Освалд (Џена Колман) због Далека, Даврос успева да превари Доктора да искористи своју регенерациону енергију да га излечи, продужавајући свој живот док сваком Далеку на Скару улива енергије. Али Доктор открива да је Давросова шема такође оживела распадајуће, али још увек живе Далеке остављене да труну у канализацији Скара, што их је натерало да се побуне и униште град. Доктор тада открива да Далеци имају концепт милосрђа и да им је дозвољено да ту реч имају у свом речнику када је наишао на Клару коју је Миси (Мишел Гомез) ставила у кућиште једног Далека. Доктор и Клара беже, а она је прва схватила како је Даврос на неки начин унео мрвицу саосећања у Далеке. Затим се враћа на бојно поље у Давросовом детињству, користећи далечки пиштољ да уништи ручне мине са једним делом саосећања у Давросовом животу који је усађен у далечку израду како би се осигурало да Клара буде спасена.

### Четрнаести Доктор
У скечу За децу у невољи „Одредиште: Скаро” (2023) (која се дешава у ранијем периоду Каледско-Талског рата), приказан је Даврос (Џулијан Блич) (који још није постао инвалид нити има кибернетичко око), како представља прототип Далека са роботском канџом свом помоћнику Каставилијану. Када је накратко отишао да се побрине за неку хитну ствар, Четрнаести Доктор слеће ТАРДИС-ом и случајно уништавајући роботску канџу. Он нехотице предлаже име „Далек” за прототип и даје Каставилијану гуму за отпушавање као замену за сломљену канџу. Када је схватио да је случајно помогао у стварању свог највећег непријатеља, он брзо одлази говорећи да „није ни био овде”. Даврос се враћа и одобрава нову руку од гуме за отпушавање.

## Остала појављивања

### Стрипови
Часопис Доктор Ху штампао је неколико стрип прича у којима је Даврос. Прва Непријатељ Далека (#152–155) са Седмим Доктором приказује појаву Далек цара. У разговору са царем, Доктор га ословљава са Даврос, али цар одговара: „Ко је Даврос?“ Доктор у почетку претпоставља да је Давросова личност потпуно подведена, али у каснијем стрипу „Цар Далека“ (#197–202) овај цар је приказан као другачији ентитет од Давроса. Постављено пре Сећања не Далеке у Давросовом временском току, али пошто је у временском току Доктора, овај последњи, у пратњи Бернис Самерфилд, заједно уз помоћ Шестог Доктора, обезбеђује да Даврос преживи гнев Далека тако да он може преузети звање цара, дозвољавајући историји да иде својим током. Изнад Богова (#227), вињета која прати ово, приказује Шестог Доктора и Давроса како разговарају у ТАРДИС-у.

### Аудио драме
Тери Молој је поновио своју улогу Давроса у огранак аудио драмама које је продуцирао "Big Finish", углавном у Давросу (дешавање се одвија током ере Шестог Доктора), који је, кроз бљескове из шрошлости, истраживао живот научника пре његове тешке повреде који се приписује нуклеарном нападу Тала (идеја која се први пут појавила у роману Теренса Дикса о Постању Далека).
Даврос, који не приказује Далеке, очигледно попуњава празнине између Васкрснућа Далека и Откровења Далека и наводи научника да покушава да обмане економијом галаксије на ратној основи сличној Скаровој. Шести Доктор успева да порази његове планове, а Даврос се последњи пут чује када је његов брод пукао, догађај који се косо помиње у Откривењу. Међутим, Доктор мисли да је преживео. Даврос такође помиње да ће радити на плану за борбу против глади, повезујући се са Откровењем Далека.
Задатак Даврос је изворна аудио пустоловина (без Доктора) доступна на ДВД комплетне збирке Даврос. Радња се одвија непосредно након телевизијске приче Откровење док напушта планету Некрос и почиње Давросово суђење. На крају Задатка Даврос, он окреће плочу против Далека, приморавајући их да извршавају његове налоге. Минисерија "Big Finish"-а Ја, Даврос такође садржи пробне сцене, али углавном истражује његов рани живот. У те четири приче, његово путовање се види од његовог дечаштва, до непосредно пре Постања Далека.
Проклетство Давроса почиње тако што Даврос и Далеци раде заједно како би покушали да промене исход битке код Ватерла користећи технологију коју је Даврос створио која му омогућава да мења умове људи, дозвољавајући му да мења различите војнике у Наполеоновој војсци својим Далецима који на крају намеравају да замене Наполеона Далеком након победе код Ватерла како би могао да промени историју и поведе човечанство у правцу у којем се они могу удружити са Далецима. План се усложио када је Шести Доктор стигао и искористио уређај да замени тела са Давросом у покушају да сруши планове Далека изнутра, али Даврос-у-Доктору је на крају успео да убеди Далеке у свој прави идентитет, планирајући да остане у Докторовом здравом телу док оставља Доктора заробљеног у свом изворном облику. На крају, Даврос и Доктор бивају враћени у своја првобитна тела уз помоћ Докторовог новог пратиоца Флипа Џексона, Доктор излаже Давросов прави план Наполеону, а Даврос остаје са војском Далека којима су умови избрисани. Ови Далеци су вероватно постали „Царски Далеци“, први пут виђени у Сећању на Далеке.
У Џагернаутима, Даврос је у бекству од изворних Далека. Он кује план да дода људско ткиво роботским Механоидима, користећи их, заједно са својим Далецима, да уништи изворне, али Доктор сазнаје истину о овом плану, а његова сапутница Мел Буш — која је несвесно помогла у програмирању нових Механоида — користи задњи улаз који је уградила у њиховом програмирању да их окрене против Давроса. На крају приче, механизам самоуништења Давросове столице за одржавање живота пуца пошто су га напали Механоиди, уништавајући читаву људску колонију. Није јасно како је Даврос преживео да постане Далек цар као што је виђено у Сећању. Међутим, у ДВД документарцу Везе са Давросом, редитељ Гери Расел истиче да прасак Давросове столице за одржавање живота оставио слушаоца да верује да је од Давроса остало мало. Ово се хронолошки уклапа у чињеницу да Сећање приказује Давроса као само главу унутар цара Далека.
У Далецима међу нама, смештеним после Сећања, Даврос се враћа на Азимут, планету коју су Далеци давно напали, представљајући се као жртва поробљавања Далека како би се убацио у подземни покрет против репресивне владе – тако очајнички желећи да спречи нереде око појединаца, акције током окупације Далека да је званична политика сада када се инвазија Далека никада није догодила - тражећи остатке старог огледа који је спровео на планети. Откривено је да је овај оглед Фалкус, двојник Давросовог изворног тела које је требало да буде нови домаћин за његов ум, а Фалкус је развио независну личност откако су Далеци напустили Азимут. Фалкус покушава да набави Машину за убеђивање, опасну направу коју је Седми Доктор пратио са својим пратиоцима Елизабет Клајн и Вилом Арозмитом, али Доктор успева да превари Фалкуса да користи репрограмирану машину за убеђивање да уништи себе и своје Далеке, док Даврос бежи у капсули за спасавање. Даврос је последњи пут приказан заробљен на планети Ламурија, суочен са распоном бивших становника планете који су покушавали да казне све злочине у универзуму.
У време аудио драме са Осмим Доктором Террор Фирма (постављена после Сећања), Даврос командује војском Далека која је успешно освојила Земљу. Његова психичка неуравнотеженост је нарасла до тачке у којој „Даврос“ и „Цар“ постоје у њему као различите личности. Његови Далеци препознају ову неуравнотеженост и побуњују се против Давроса. До краја приче, личност Цара је доминантна, а Далеци се слажу да га прате и напусте Земљу.
У четвртом тому серије Временски рат, посматрајући улогу Осмог Доктора у Временском рату, пошто је Долин користио оружје Далека да избрише Далеке из историје, Далек Временски стратег бежи од брисања путујући у паралелни универзум где су Каледи и Тали вековима били у миру, а Даврос је још увек био потпуно човек и ожењен Талкињом. Временски стратег Далека обмануо је алтернативног Давроса да искористи своју димензионалну технологију портала да споји различите алтернативне Скарове заједно како би поново створио Далеке у првом универзуму, убеђујући Давроса да је Доктор непријатељ Каледа, а не Тала. Помиње се да је "главни" Даврос убијен у првој години рата (као што је поменуто у „Украденој Земљи“). Поступак спајања са својим алтернативним ја узроковао да алтернативни Даврос добије повреде и сећања својих колега, до те мере да заборавља своју жену и мир са Талима. На крају, његово присуство враћа Далеке у првобитни универзум, али цар Далека је ставио Давроса у стазис како би спречио његов утицај да изазове још један грађански рат, узрокујући да се Далеци поделе између одаости цару и Давросу.

### Романи
Терор Фирма може бити у супротности са догађаји из романа Пустоловина Осмог Доктора Рат Далека Џона Пила у којем Далек Прајм, комбинација Царског и Врховног Далека суди неповезаном Давросу. У роману Цалски Далек је тврђено да је планета Анталин тераформисана да личи на Скаро и да је уништена на свом месту. Подметање за уништавање Далека повезаних са Давросом, како на Скару (Анталин) тако и на онима који су остали скривени у Далек редовима на Скару (оригинал). Упркос проналажењу доказа о претњи Скару преко доказа пронађених на Земљи из 22. века о Давросовом задатку на Земљу из 1960-их и гледању догађаја путем опреме за праћење времена, Далек Прајм је дозволио уништење Скара да уништи Далеке који су били савезници Давроса. Далек Прајм је такође тврдио да је Далечко-Мовеланачки рат (и заиста већи део историје Далека пре уништења „Скара“) заправо лажиран у Давросову корист. У ствари, још једна лукавство осмишљено да намами Давроса да сведочи против себе (као што то чини на свом суђењу). Скаро се касније види да је нетакнут и неоштећен, а један лик примећује да је сасвим могуће да Далек Прајм лаже да би ослабио Давросово полагање права на вођство Далека, док користи предзнање о догађајима да уништи и зароби Давроса и његове савезнике.
По завршетку рата, Давроса је наизглед уништио један Паук Далек по налогу Далека Прајма. Међутим, Даврос је претходно регрутовао једног од Далека паук као агента спавача за управо такав случај, па чак ни он на крају није био сигуран да ли ће бити дезинтегрисан или пребачен на сигурно, што је оставило отворену могућност за његов повратак.

### Кратка белетристика
Тамна вињета Пола Корнела у серији Кратки сусрети Часописа Доктор Ху. „Догађај у вези са бомбардовањем колоније Фобос“ дешава се негде између Васкрснућа Далека и његовог преузимања улоге цара.

### Позориште
Године 1993. Мајкл Вишер, изворни Даврос, са Питером Мајлсом, који је играо његовог савезника Најдера, поновио је улогу у једнократној аматерској сценској продукцији без дозволе Суђење Давросу. Радња представе укључивала је да Господари времена стављају на суђење Давроса, а Најдер је био сведок.
Тери Молој је играо Давроса у ремонту представе, поново са Мајлсом, за још једну једнократну продукцију 2005. Током продукције, посебно направљени снимци су приказивали злочине Далека.
Џулијан Блич се 2008. појавио уживо као Даврос на матурској вечери Доктор Ху, најављујући да ће Дворана краљевића Алберта постати његова нова палата, а публика његови „послушни робови“.

### Незванична представљања ББЦ-а
Запослени ББЦ-а су по обичају стварали пародије на сопствени програм како би се показало колегама на божићним догађајима и забавама. ББЦ-ова божићна трака из 1993. пародирала је наводно роботски, диктаторски и немилосрдни стил управљања свог тадашњег генералног директора Џона Бирта, приказујући га као Давроса који преузима ББЦ, врши бизарна спајања одељења, даје себи бонус и пева песму на мелодију "I Wan'na Be Like You" описујући своје планове.

## Други медији
Дана 26. новембра 2007. објављен је ДВД комплет са свим Давросовим причама из изворне серије, међу којима су Постање Далека, Судбина Далека, Васкрснуће Далека, Откровење Далека и Сећање на Далеке.